# 広岡久右衛門 (10代目)
10代目広岡 久右衛門（ひろおか きゅうえもん、1890年（明治23年）1月1日 - 1978年（昭和53年）11月26日）は、大正・昭和期の実業家。大阪の豪商・加島屋久右衛門家の10代目当主。旧姓名は三沢 正直（みさわ まさなお）。大同生命第3代社長。

## 来歴・人物
1890年 （明治23年）、旧鳥取藩士・三沢立身（みさわ たつみ）の六男として生まれる。
1914年（大正3年）、同志社大学経済学部を卒業。三井銀行に入社する。
大阪の豪商・加島屋久右衛門家の9代目当主・広岡久右衛門正秋の娘・幾子と結婚し、広岡家の婿養子となる。
1917年 （大正6年）、大同生命に監査役として入社。間もなく渡米してハーバード大学大学院銀行科で学び、ボストン第一独立銀行、メトロポリタン生命で実務を経験する。1926年 （大正15年）、大同生命副社長に就任。1942年 （昭和17年）、大同生命の創業40周年を見届けて退任した第2代社長・広岡恵三に代わり、第3代社長に就任。
茨木カンツリー倶楽部・宝塚ゴルフ倶楽部の創立メンバーの1人でもあり、日本ゴルフ協会の理事を務めるなど、日本ゴルフ界に多大な貢献があったとして、2001年（平成13年）、「日本ゴルフ100年顕彰」の一人に選ばれる。

## 家族

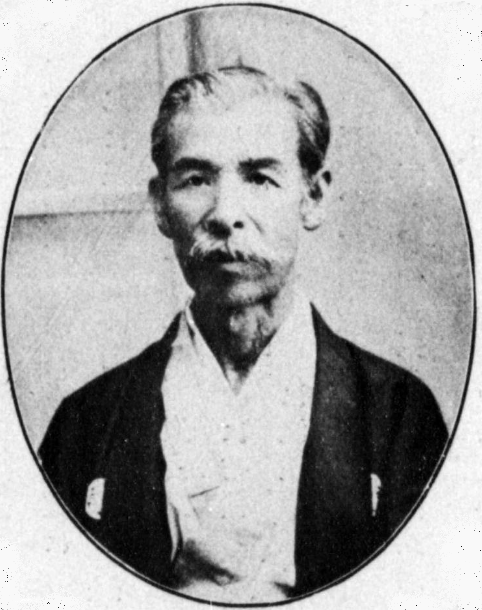
実父の三沢立身

- 実父・三沢立身（1848年生） - 鳥取藩士の子として生まれたが、父を早くに亡くし、34歳で気候温暖な宮崎県児湯郡上江村へ移住して牧畜農業に従事。宮崎県の畜肉業や柑橘栽培など農事改革に貢献した。[1]
- 実兄・三沢武清 - 日興貿易役員[1]
- 実兄・三沢糾 - 教育者[1]
- 妻・イク - 広岡久右衛門 (9代目)の娘
- 長男・広岡正荘 - 慶応大学法学部卒業後、京阪神急行電鉄入社。妻の文子は小西酒造12代当主小西新右衛門の二女。[2]
- 二男・広岡正慶 - 日本生命。同志社大学経済学部卒。[2]
- 長女・充子 - 子爵前田利民の妻。[2]
- 三女・千鶴子 - 小池正彪の子・正宣の妻。[2]
- 四女・瑠璃子 - 奈良県公安委員長、丸三産業社長の岡橋清左衛門の妻。[3]

## 関連する人物
- 広岡久右衛門正秋 - 義父 （加島屋久右衛門9代目当主、大同生命初代社長）
- 広岡なつ - 義母 （正秋の妻）
- 広岡郁子 - 妻 （正秋・なつの子）
- 広岡信五郎 - 正秋の弟 （明治期の実業家）
- 広岡浅子 - 信五郎の妻 （明治・大正期の実業家）、NHK連続テレビ小説 『あさが来た』 のヒロインのモデル
- 広岡恵三 - 信五郎・浅子夫妻の娘婿 （大同生命第2代社長）
- 宮本留吉 - 大正・昭和期のプロゴルファー。宮本が広岡家の別荘番を務めていた時の主人が正直であった。

## 登場する作品
- 宮本留吉 『ゴルフ一筋―宮本留吉回顧録』 （1986年、ベースボール・マガジン社） - P41～P49に掲載